# Kwamsisi (Handeni)
Kwamsisi è una circoscrizione rurale (rural ward) della Tanzania situata nel distretto rurale di Handeni, regione di Tanga. Conta una popolazione di 16 801  abitanti (censimento 2022).